# Winter Is Coming
"Winter Is Coming" (em português:  "O Inverno Está Chegando") é o primeiro episódio da primeira temporada da série de televisão Game of Thrones. Com 63 minutos de duração, foi exibido originalmente pelo canal HBO nos Estados Unidos em 17 de abril de 2011.
Escrito pelos criadores da atração, David Benioff e D. B. Weiss, como uma adaptação dos primeiros capítulos do livro A Game of Thrones do romancista George R. R. Martin, "Winter Is Coming" foi dirigido por Tim Van Patten, depois de Thomas McCarthy ter dirigido um episódio piloto que não foi ao ar.
Como primeiro episódio da série, ele introduz o cenário e os principais personagens da trama, centrando-se na nobre família Stark, cujo patriarca, Eddard, se vê envolvido no conturbado cenário político dos Sete Reinos, quando é escolhido para ser a nova "Mão do Rei" — servindo como principal conselheiro do rei Robert Baratheon.
No geral, o episódio recebeu críticas favoráveis, e foi visto inicialmente por 2,2 milhões de telespectadores na sua exibição original. Cerca de uma semana antes de ir ao ar, a HBO disponibilizou na internet uma prévia com os primeiros quinze minutos da atração.

## Enredo
Este episódio piloto entrelaça diferentes ações que ocorrem em vários locais distintos, dentro e ao redor dos Sete Reinos do continente chamado Westeros. A maior parte da ação acontece no castelo de Winterfell ou em suas imediações, onde reside Lorde Eddard Stark, o senhor feudal do extremo norte do reino. Fora de Westeros, além do mar estreito, há uma terra onde os dois membros sobreviventes da Casa Targaryen, governantes anteriores dos Sete Reinos, vivem em exílio.

### No Norte
O episódio inicia-se com três guardas da Patrulha da Noite cavalgando além da Muralha, uma enorme barreira de gelo no extremo norte do reino. Depois de encontrar os corpos mutilados de alguns "selvagens" que habitam as terras não-civilizadas do norte, os patrulheiros são surpreendidos por criaturas sobrenaturais mortas-vivas. Dois dos guardas são assassinados pelos monstros, enquanto o mais jovem foge.
Após a sequência de abertura, os Stark de Winterfell são introduzidos, incluindo Lorde Eddard "Ned" Stark (Sean Bean), sua esposa, Senhora Catelyn Stark (Michelle Fairley) e seus seis filhos: o primogênito e herdeiro Robb (Richard Madden); sua filha mais velha Sansa (Sophie Turner); a filha mais nova Arya (Maisie Williams); o filho de dez anos de idade, Bran (Isaac Hempstead-Wright); e o filho mais novo, Rickon (Art Parkinson). Também é apresentado o filho ilegítimo de Ned, Jon Snow (Kit Harington). Ned é informado de que um desertor da Patrulha da Noite — o jovem do prólogo que conseguiu fugir das criaturas — foi capturado. Os membros da Patrulha da Noite juraram nunca abandonar seus postos, sob pena de morte. Ned leva seus filhos Robb, Jon e Bran para testemunhar a execução do desertor; ele também lhes explica que, como é ele quem deu a sentença, é ele quem deve aplicar a execução, e acaba por decapitar o rapaz. Quando Bran questiona seu pai sobre a veracidade da história que o patrulheiro contava sobre os Caminhantes Brancos (os seres que emboscaram os patrulheiros), Ned desconsidera o fato como se aquilo fosse o delírio de um louco, insistindo que os Caminhantes são considerados extintos há séculos. No caminho de volta, os Stark encontram uma loba gigante morta, cercada por seus filhotes recém-nascidos, que sobreviveram. Observando que o lobo gigante é o símbolo da família e há um número exato de filhotes para cada criança Stark (até mesmo um albino para Jon), eles decidem levar os animais consigo.
De volta a Winterfell, Catelyn informa ao marido de uma carta recém-entregue anunciando a morte de Jon Arryn, antigo mentor de Eddard e até então a Mão do Rei. A mensagem também informa que o próprio rei está chegando a Winterfell. O castelo recebe a corte, incluindo o rei Robert Baratheon (Mark Addy), sua esposa, a rainha Cersei Lannister (Lena Headey), seus três filhos — o príncipe herdeiro Joffrey (Jack Gleeson), a princesa Myrcella (Aimee Richardson) e o príncipe mais novo Tommen (Callum Wharry) — e os irmãos da rainha, Jaime Lannister (Nikolaj Coster-Waldau), que é irmão gêmeo de Cersei e membro da Guarda Real, e seu irmão mais novo, Tyrion Lannister (Peter Dinklage), um anão conhecido como "O Duende". Imediatamente Robert presta seu respeito à falecida Lyanna Stark, sua antiga noiva e irmã de Eddard, e confidencia a seu velho amigo que ele não confia em ninguém ao seu redor. Baratheon decide nomear Ned a nova Mão do Rei e, para solidificar a aliança entre as duas famílias, sugere que seu filho Joffrey se case com Sansa. À noite, Catelyn recebe uma mensagem preocupante de sua irmã Lysa, viúva de Lorde Arryn. A mulher suspeita que seu marido foi assassinado pela família da rainha, os poderosos Lannister. Ned, que a princípio estava relutante em aceitar a posição de Mão do Rei, o faz para proteger seu amigo.
Posteriormente, o menino Bran, que gosta de escalar as paredes de Winterfell, sobe em uma torre abandonada e vê a rainha Cersei tendo relações sexuais com seu irmão Jaime. A fim de manter o relacionamento incestuoso em segredo, Jaime empurra o garoto da janela.

### Do outro lado do Mar Estreito
O príncipe exilado Viserys Targaryen (Harry Lloyd) planeja derrubar o rei Robert e recuperar o trono de seu pai. Para este fim, ele arranja o casamento entre sua irmã mais nova Daenerys (Emilia Clarke) com o poderoso guerreiro dothraki Khal Drogo (Jason Momoa), líder de um exército nômade.
Daenerys expressa seu medo do senhor bárbaro, mas Viserys a obriga a se casar com ele. Durante a cerimônia de casamento, Daenerys recebe dois presentes especiais: o primeiro é uma coleção de livros dos Sete Reinos, dadas por Sor  Jorah Mormont, um cavaleiro exilado leal aos Targaryen; e o segundo é uma caixa contendo três ovos de dragão supostamente transformados em pedra pela ação do tempo, dadas por Magíster Illyrio, o homem que ajudou a organizar o matrimônio. Após as festividades, o casamento é consumado.

## Produção

### O piloto original
O desenvolvimento da série começou em janeiro de 2007. Depois de adquirir os direitos da série de romances As Crônicas de Gelo e Fogo, escritos por George R. R. Martin, com a intenção de transformá-los em uma série de televisão, o canal HBO contratou David Benioff e D. B. Weiss para escreverem e serem os produtores executivos da série, que cobriria os principais acontecimentos de cada livro por temporada. O primeiro e segundo rascunho do episódio piloto, escritos por Benioff e Weiss, foram entregues em agosto de 2007 e junho de 2008, respectivamente. Apesar da emissora ter gostado deles, um piloto não foi encomendado até novembro de 2008.
Thomas McCarthy foi escolhido para dirigir o episódio, filmado entre 24 de outubro e 19 de novembro de 2009, em locações na Irlanda do Norte, Escócia e Marrocos. Em setembro de 2010, a HBO deu sinal verde para Game of Thrones. Entretanto, devido a razões artísticas e de seleção de elenco, foi decidido que o piloto não serviria como primeiro episódio e foi encomendada uma refilmagem.
Vários atores que aparecem no piloto original não retornaram para a série. Tamzin Merchant foi substituída como Daenerys Targaryen por Emilia Clarke e Jennifer Ehle foi substituída como Catelyn Stark por Michelle Fairley. Além disso, Ian McNeice foi substituído como Magíster Illyrio por Roger Allam e Richard Ridings como Gared por Dermot Keaney.
Outra diferença está no fato desse piloto possuir cenas rodadas na Escócia — onde o Castelo Doune foi usado para recriar Winterfell — e no Marrocos — reutilizando cenários do filme Kingdom of Heaven para servir como Pentos, o lugar do casamento de Daenerys com Drogo. Na refilmagem, Winterfell foi criada combinando diferentes locações na Irlanda do Norte e todas as cenas de Pentos foram realocadas em Malta. O piloto original permaneceu sem ser exibido, e o novo primeiro episódio foi dirigido por Tim Van Patten, apesar de algumas cenas do original terem sido aproveitadas na edição final; isto inclui a parte em que Sansa conversa com Cersei e Catelyn (interpretada por outra atriz no piloto) e a cena de Ned e Robert na cripta de Lyanna.

### Roteiro
Roteirizado pelos criadores do programa, David Benioff e D. B. Weiss, "Winter Is Coming" inclui os acontecimentos dos primeiros nove capítulos de A Game of Thrones, exceto o oitavo, e do décimo segundo (Prólogo, Bran I, Catelyn I, Daenerys I, Eddard I, Jon I, Catelyn II, Daenerys II e Bran II). As principais alterações na adaptação para a tela são a modificação dos eventos do prólogo (no livro é Gared, e não Will, que sobrevive ao ataque dos Outros), novas cenas que mostram a perspectiva dos gêmeos Lannister, e a noite de núpcias de Daenerys, com Drogo fazendo sexo com ela sem esperar por seu consentimento.

### Filmagens
As cenas exteriores da mansão de Illyrio foram filmadas no Verdala Palace, um palácio construído no século XVI e residência de verão oficial do presidente de Malta. Em Winterfell, um parque de carros serviu como pátio do castelo e uma adega para a cripta da família Stark. Na cena em que os Stark, ao retornar da execução, encontram um veado morto por uma loba gigante, um animal real foi usado ao invés de um falso; como o veado estava morto havia dois dias, ele fedia tanto que os atores tiveram que tomar cuidado para não demonstrar isso em seus rostos.

## Recepção

### Prévia
Em 3 de abril de 2011, duas semanas antes da estreia da série ir ao ar oficialmente, os primeiros quinze minutos de "Winter Is Coming" foram lançados como uma prévia no site do canal HBO. Dave Banks, da revista americana Wired, achou a prévia "muito melhor do que o previsto. (Como isso é mesmo possível?)". Scott Stinson, do jornal canadense National Post, observou que "você sabe que não está assistindo a um drama de rede quando houve duas decapitações nos primeiros quinze minutos".

### Estatísticas de audiência
O primeiro episódio de Game of Thrones obteve 2,2 milhões de telespectadores em sua exibição de estreia, com um adicional de dois milhões de espectadores nas reprises que foram ao ar na mesma noite.  Um dia depois da estreia, a HBO exibiu o episódio mais seis vezes, adicionando 1,2 milhões aos números iniciais. As reprises que foram ao ar durante a semana elevaram a audiência para 6,8 milhões de telespectadores.

### Internacional
O seriado estreou na HBO do Canadá simultaneamente à estreia americana. Em 18 de abril de 2011, a atração estreou no Reino Unido e na Irlanda através do canal Sky Atlantic, reunindo 750 000 espectadores, um recorde de audiência para a rede. Além disso, Game of Thrones foi transmitido no Brasil e America Latina em 8 de maio de 2011. Bronwyn Torrie, do jornal neozelandês Dominion Post, observou em um artigo sobre leis de direitos autorais que a popular série foi baixada através de serviços de compartilhamento de arquivos regularmente antes de seu lançamento para esse mercado. Na Austrália, a estreia da série, a 17 de julho, foi amplamente ofuscada pelo lançamento do livro A Dance with Dragons, mas, de acordo com John Birmingham,  do jornal The Sydney Morning Herald, foi bem-sucedida "especialmente com as mulheres, que não são vistas como um público-alvo para as sagas de luta com espada". Em Portugal, o episódio foi transmitido originalmente em 17 de outubro, pelo canal Syfy.

### Resposta da crítica
A resposta da crítica ao primeiro episódio da série foi extremamente positiva. James Poniewozik, da revista TIME, o considerou uma "vitória épica", e Jace Lacob, do jornal The Daily Beast, chamou-o de "inesquecível". Alan Sepinwall, do site de notícias HitFix, escreveu que, embora fosse muito cedo para dizer se Game of Thrones pertencia ao "panteão HBO" com programas bem-sucedidos como The Sopranos e The Wire, ele tinha muitas coisas em comum com essas atrações. Sepinwall também qualificou o elenco como "realmente excepcional", e afirmou que a série é "banquete para os olhos", com todos os diferentes locais tendo seus próprios aspectos memoráveis.
Matt Fowler, do portal de entretenimento IGN, escreveu que o piloto "facilmente leva-nos, fielmente, através do livro, mas também consegue capturar o espírito majestosamente mórbido das páginas de Martin e transformá-las em televisão empolgante". Muito louvor foi dado aos valores da produção e da ação: Scott Meslow, da revista The Atlantic, afirmou que "o imenso elenco do programa é quase universalmente forte, e a terra de fantasia de Westeros parece viver, e parece fantástica". A sequência de abertura com uma vista aérea do mundo onde se passa a série, com as diferentes  locações emergindo, também foi aclamada.
Matt Roush, da revista TV Guide, elogiou o tom adulto da atração, complementando: "Esteja preparado. Game of Thrones não é um épico de pipoca. É mais como um bife: sangue-avermelhado e cru, com osso e cartilagem". Em 19 de abril, menos de dois dias após sua exibição original, a HBO anunciou que a série tinha sido renovada para uma segunda temporada. Em uma teleconferência de imprensa, os executivos do canal anunciaram a sua satisfação com as avaliações iniciais, que compararam favoravelmente à sua outra série bem-sucedida, True Blood.